# 발틱 현대미술관
발틱 현대미술관(영어: Baltic Centre for Contemporary Art, BALTIC)은 영국 잉글랜드 게이츠헤드에 있는 현대 미술관이다. 상설전시는 없으며 다양한 기획전시를 제공한다. 원래 제분소로 건물을 미술관으로 리모델링하였다. 개관일 열린 기념 전시 《B.OPEN》에서는 줄리안 오피를 포함한 여러 유명 영국 예술가들의 작품이 전시되었다.
2015년 11월 새로 취임한 관장 사라 먼로는 미술관 역사상 첫 여성 관장이다.
2011년, 이 곳에서 터너상 시상식이 열렸다. 이는 25년 터너 상 역사상 처음으로 런던과 리버풀에 위치한 두 테이트 모던이 아닌 곳에서 열린 시상식이다. 총 149,000명의 관람객을 모이며 터너 상 전시 역대 최다 관람객 기록을 경신했다.

## 같이 보기
- 게이츠헤드 밀레니엄 브리지